# Relações entre Paquistão e Rússia
As relações entre Paquistão e Rússia são as relações diplomáticas estabelecidas entre a República Islâmica do Paquistão e a Federação Russa. Os dois países recentemente iniciaram uma aproximação para estabelecer laços significativos após décadas de relações problemáticas. O Paquistão e a União Soviética estiveram em lados opostos em relação à política internacional e regional durante a Guerra Fria. Alguns fatores, como os ataques de 11 de setembro de 2001, o crescimento econômico da China, a presença dos Estados Unidos no Afeganistão e o terrorismo, resultaram em unir as duas nações e reduzir as brechas sobre as perspectivas regionais que ambos seguiram.

## Antecedentes
Os laços políticos entre o Paquistão e a Rússia remontam a 1948, pouco depois do estabelecimento do Estado soberano do Paquistão, com a Partição da Índia Britânica. Desde então, ambos os países tiveram momentos de ascensão e queda nas relações bilaterais. O apoio paquistanês aos mujahideen, durante a ocupação soviética do Afeganistão, estremeceu os laços. Além disso, a forte relação da Rússia com o rival do Paquistão, a Índia, aumentou as tensões políticas entre a Rússia e o Paquistão. No entanto, houve importantes relações econômicas, políticas e diplomáticas entre os dois países, desde a retirada das forças soviéticas do Afeganistão, em 1989, e o colapso da União Soviética, em 1991.